# Трагедия девушки
«Траге́дия де́вушки» (англ. The Maid's Tragedy) — пьеса английских драматургов Фрэнсиса Бомонта и Джона Флетчера, созданная в начале XVII века для постановки в лондонском театре «Блэкфрайерс». 
Определение доли участия каждого из соавторов не вызывает среди литературоведов существенных разногласий. Бо́льшая часть трагедии написана Бомонтом; Флетчеру принадлежат только около четырёх сцен из имеющихся двенадцати — среди которых, впрочем, и кульминационные акт IV, сцена 1; акт V, сцены 1—2.

## Содержание
Источников пьесы не обнаружено. По выражению знатока английского ренессансного театра Эндрю Герра, «Трагедия девушки» «содержит аномальное для елизаветинских трагедий явление: оригинальный сюжет».
Действие отнесено к языческим временам и происходит на условном острове Родос; с реальной историей Родоса трагедия никак не соотносится.
Царь острова (ни разу не называемый по имени) устраивает брак благородного юноши Аминтора с красавицей Эвадной, младшей сестрой прославленного полководца Мелантия. Исполняя волю царя, Аминтор бросает свою прежнюю наречённую, дочь дворцового управителя Аспасию.
В первую брачную ночь Аминтор узнаёт, что его брак — фиктивный и призван лишь прикрывать любовную интригу соблазнившего Эвадну порочного царя. Аминтор удручён горем, но, помня о долге верности царю и веря в святость особы монарха, соглашается покорно нести свою участь. Он, однако, открывается Мелантию, своему другу, — и тот решает мстить царю за Аминтора и за честь сестры.
В дальнейших трагических перипетиях гибнут царь, Эвадна, Аспасия, Аминтор; Мелантий в финале также покидает сцену с намерением совершить самоубийство.

### Параллели с Шекспиром
«Трагедия девушки» сочетает романтическую историю о покинутой влюблённой девушке с мотивами популярного в то время театрального жанра «трагедии мести» — в том числе роднящими её с «Гамлетом» Шекспира: вплетённая в действие «пьеса в пьесе»; схожая с Полонием фигура отца Аспасии, Калианакса; притворство мстителя; мститель, в откровенном разговоре наедине взывающий к совести близкого ему по крови женского персонажа; несколько трупов на сцене в последнем акте. Обсуждение долга верности законному, но неправедному монарху сближает пьесу также с «Ричардом II».

## История постановок и публикаций
Точные даты написания и первой постановки неизвестны. В 1611 году королевский распорядитель увеселений Джордж Бак, давая разрешение на постановку другой драмы, не имевшей заглавия, назвал её «Вторая трагедия девушки» (англ. The Second Maiden's Tragedy) по ассоциации с данной пьесой — видимо, не так давно тоже проходившей через его руки (сюжетно произведения не связаны). Учитывая это, «Трагедию девушки» обычно датируют 1608—1611 годами.
Яркую роль Эвадны в середине XVII века исполнял Эдвард Кинастон.
Пьеса издавалась ин-кварто в 1619, 1622, 1630, 1638, 1641, 1650 и 1661 годах. В первом фолио Бомонта и Флетчера (1647) она отсутствует, но включена во второе фолио (1679). Во втором кварто (1622), помеченном на титульном листе как «заново выверенное, расширенное и дополненное» («newly perused, augmented, and inlarged»), по сравнению с первым кварто (1619) добавлено около 80 строк и сделано множество мелких изменений.
На русский язык переводилась один раз — Юрием Корнеевым; перевод впервые опубликован в составе двухтомного собрания сочинений Бомонта и Флетчера в 1965 году.